# Gefecht bei Dalry
Schlachten des Ersten Schottischen Unabhängigkeitskrieges

Berwick – Dunbar – Stirling Bridge – Falkirk – Roslin – Stirling Castle – Methven – Dalry – Glen Trool – Loudoun Hill – Inverurie – Brander – Perth – Bannockburn – Berwick – Berwick – Myton – Byland – Weardale
Schlachten des Zweiten Schottischen Unabhängigkeitskrieges

Kinghorn – Dupplin Moor – Annan – Berwick – Halidon Hill – Boroughmuir – Culblean – Neville’s Cross
Das Gefecht bei Dalry (auch Gefecht bei Dail Righ) war eine militärische Auseinandersetzung während des Ersten Schottischen Unabhängigkeitskriegs. Ende Juli 1306 oder in der ersten Hälfte des Augusts 1306, nach anderen Angaben möglicherweise am 13. Juli 1306 wurde die Streitmacht von Robert Bruce von einer Streitmacht unter dem mit ihm verfeindeten John of Lorne geschlagen. Weder über das Datum, noch über den Verlauf oder über den genauen Ort der Schlacht gibt es gesicherte Angaben. Die Angaben beruhen fast alle auf die Beschreibung des mittelalterlichen Dichters John Barbour.

## Vorgeschichte
Im März 1306 hatte sich der schottische Adlige Robert Bruce zum König der Schotten erhoben und somit offen gegen die englische Oberherrschaft in Schottland rebelliert. Er und seine Unterstützer wurden jedoch am 19. Juni 1306 in der Schlacht bei Methven entscheidend vom englischen Statthalter Aymer de Valence geschlagen. Mit wenigen Hundert Unterstützern, darunter dem Earl of Atholl und mit James Douglas sowie mit seiner Familie flüchtete Bruce nach Westen in die Highlands.

## Verlauf des Gefechts
Das Gefecht soll bei Dalry bei Killin am südlichen Ende des Loch Tay stattgefunden haben. Dort, an der Grenze zwischen Perthshire nach Argyll wurde Bruce von einer Streitmacht unter John of Lorne, dem Sohn des schottischen Lord of Argyll Alexander Macdougall gestellt. John of Lorne war mit John Comyn of Badenoch verwandt, den Bruce im Februar 1306 ermordet hatte, und damit ein erbitterter Gegner von Bruce. Die Streitmacht von John of Lorne blockierte das obere Ende des vom Strathfillan durchflossenen Tals. In dem Gefecht wurde die Truppe von Bruce geschlagen und zerstreut.

## Folgen
Bruce konnte mit wenigen Getreuen entkommen, doch er verfügte nun über keine Streitmacht mehr und war faktisch ein Flüchtling. Er schickte daraufhin seine Frau Elizabeth, seine Tochter Marjorie und die weiteren Frauen in seiner Begleitung unter dem Schutz des Earl of Atholl und seines Bruders Neil nach Nordschottland, wo sie zunächst in Kildrummy Castle Zuflucht suchten. Er selbst flüchtete mit dem Earl of Lennox nach Südwestschottland. Von Dunaverty Castle flüchtete er auf die westschottischen Inseln, wo er vermutlich bis Anfang 1307 Zuflucht vor seinen Verfolgern fand.